# Новоматинский сельсовет
Новоматинский сельсове́т (баш. Яңы Маты  ауыл советы) — упразднённая в 2008 году административно-территориальная единица и сельское поселение (тип муниципального образования) в составе Бакалинского района. Почтовый индекс — 452673. Код ОКАТО — 80207843000. Объединен с сельским поселением Староматинский сельсовет.

## Состав сельсовета
село Новые Маты — административный центр, деревни Ворсинка, Красная Горка, Мулланурово, Петровка.

## История
Закон Республики Башкортостан от 19.11.2008 N 49-з «Об изменениях в административно-территориальном устройстве Республики Башкортостан в связи с объединением отдельных сельсоветов и передачей населённых пунктов», ст.1 п.6) ж) гласил:

 "Внести следующие изменения в административно-территориальное устройство Республики Башкортостан:
 объединить Староматинский и Новоматинский сельсоветы с сохранением наименования «Староматинский» с административным центром в селе Старые Маты.
Включить село Новые Маты, деревни Ворсинка, Красная Горка, Мулланурово, Петровка Новоматинского сельсовета в состав Староматинского сельсовета.

Утвердить границы Староматинского сельсовета согласно представленной схематической карте.

Исключить из учётных данных Новоматинский сельсовет

## Географическое положение
На 2008 год граничил с муниципальными образованиями: Староматинский сельсовет, Тактагуловский сельсовет, Новокатаевский сельсовет, с Илишевским районом («Закон Республики Башкортостан от 17.12.2004 N 126-з (ред. от 19.11.2008) „О границах, статусе и административных центрах муниципальных образований в Республике Башкортостан“»).

## Природа
Реки: Арняш, Большие Гурды.